# Knol
Pour l’article ayant un titre homophone, voir Knoll.
Knol est une ancienne plate-forme d'échange d'informations sur Internet créée par Google, dont le concept central est « de mettre en lumière les auteurs ». Udi Manber, co-inventeur du concept, écrit : « nous pensons que connaître l'identité des personnes qui écrivent les articles aiderait significativement les utilisateurs à mieux se servir du contenu du Web,,, ». Google souhaitait que les contenus couvrent « tous les sujets, allant des concepts scientifiques à l'information médicale, de la géographie à l'histoire, les loisirs, les modes d'emploi ou les produits ».
Knol est un mot-valise issu de l'anglais Knowledge (connaissance) et de Mol (abréviation de mole, unité de mesure de quantité de matière chimique). C'est donc une petite quantité de connaissance (« a unit of knowledge ») c'est-à-dire un article que l'on souhaite faire partager à d'autres utilisateurs. Enfin, le slogan du site : « Write a knol » est phonétiquement proche de « Write a note ».
Knol n'a jamais atteint le grand public et s'est avéré un échec commercial. Le 22 novembre 2011, Google annonce qu'il ferme définitivement la plateforme à partir du 1er mai 2012, en même temps que quelques-uns de ses autres projets : Google Wave, Google Bookmark Lists et Google Friend Connect.

## Concept

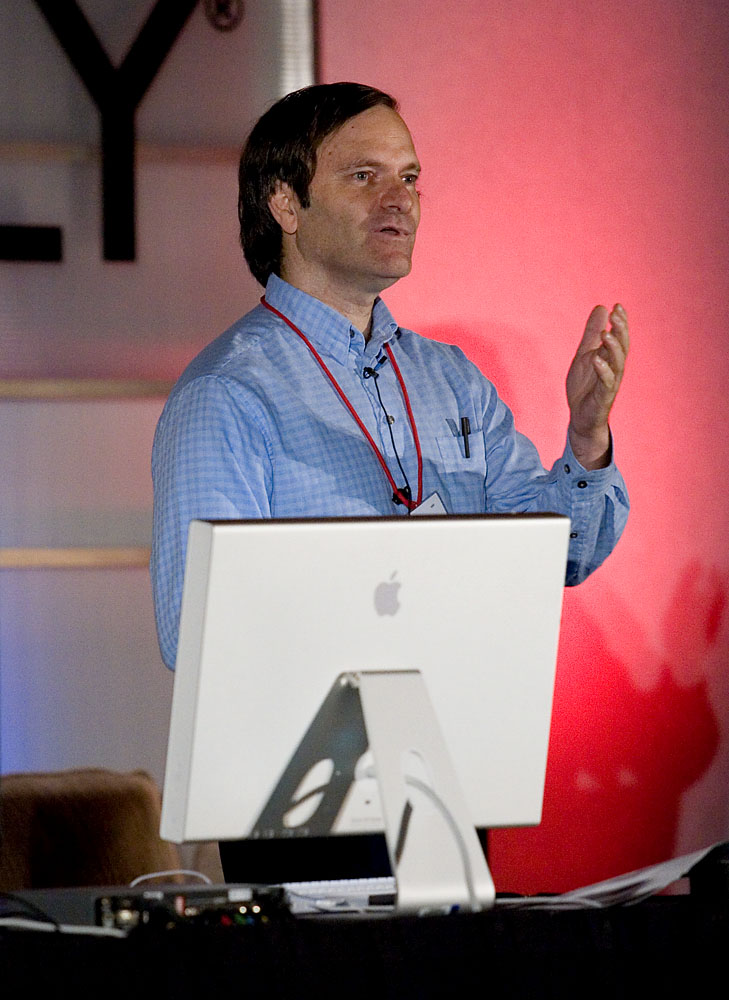
Udi Manber, vice-président de l’ingénierie, Google Inc.

Le concept central du projet Knol était de mettre en avant les auteurs, de diffuser des articles signés. Une présentation de l'auteur sera disponible depuis l'article visité : nom, prénom, profession, domaine de compétence, photographie. 
Les articles seront classés par l'algorithme de Google, l'ordre de classification dépendrait donc principalement du nombre de consultations, la possibilité de coexistence de plusieurs articles sur le même sujet faisant jouer la concurrence entre auteurs, plutôt que la collaboration promulguée par Wikipédia.
Comme dans un blog, des commentaires et des questions peuvent librement être postés par les lecteurs, de façon anonyme, à la suite des articles, mais la modification de l'article lui-même par les lecteurs est possible seulement si l'auteur y est favorable.
Tout internaute pouvant écrire un article sur le sujet de son choix, plusieurs knols pourront traiter du même sujet en exprimant éventuellement des opinions différentes, voire contradictoires. Pour Udi Manber, « la concurrence des idées est une bonne chose ».
Les lecteurs ont la possibilité de voter pour la version de l'article de leur choix, ce qui élèvera sa position dans le classement (position sur la plate forme regroupant les articles et également dans le moteur de recherche Google) si plusieurs knols sont disponibles sur le même sujet.
L'auteur a la possibilité d'intégrer des publicités Adsense dans son article. Il percevra alors une part importante des recettes publicitaires, le reste revenant à Google. Google propose en effet dans ses conditions générales d'utilisation aux « auteurs » d'un Knol de participer à son programme publicitaire.
Les articles knol, indexés dans les moteurs de recherche du net, sont accessibles gratuitement dans le monde entier.
Les knols peuvent être publiés sous licence Creative Commons, qui permet la copie et la distribution si le nom de l'auteur est cité ou avec un copyright « Tous droits réservés ».

## Historique

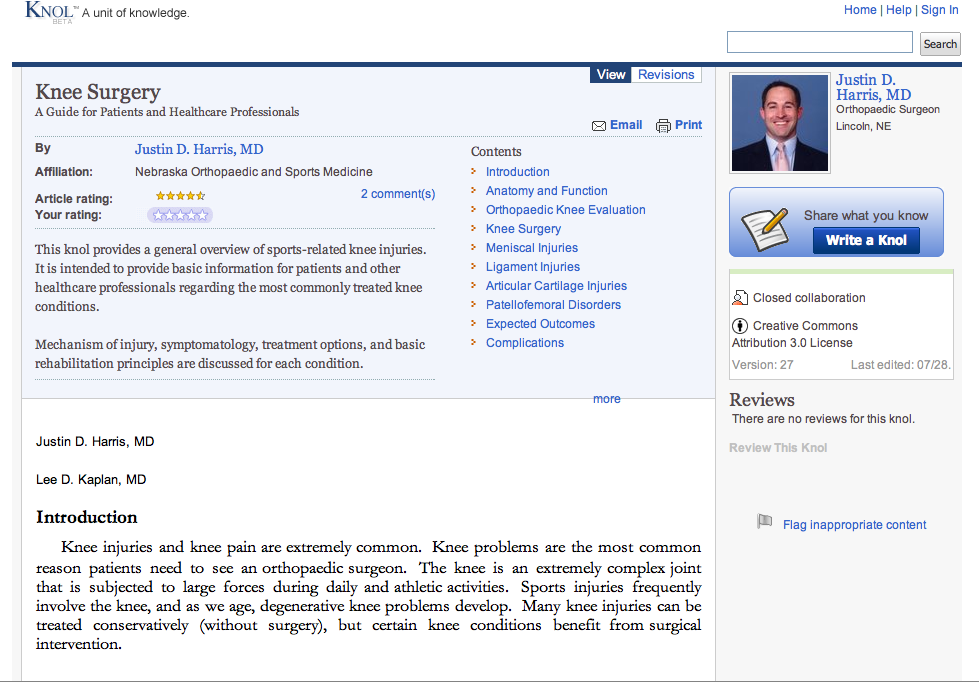

### Réactions en décembre 2007
Florence Devouard, présidente de la Wikimedia Foundation, s'inquiète du fait « que l’équipe chargée du contrôle de la qualité de Knol, sera aussi celle chargée de s’occuper de l’indexation dans Google ». Sachant que 50 % du trafic de Wikipédia provient de Google, elle s'inquiète de voir la principale source de financement des serveurs disparaître, à savoir les dons des visiteurs. Elle émet l'hypothèse que Google chercherait à monétiser le trafic lié aux internautes à la recherche d'informations encyclopédiques, à la suite du refus d'un accord publicitaire avec Google de la part de la Wikimedia Foundation. Florence Devouard : « Je pense que Knol est probablement notre plus grande menace depuis la création de Wikipédia. Vraiment la plus grande. Peut-être pas le projet lui-même, mais la compétition que Knol va engendrer, les conséquences au niveau du Page Rank, le tsunami sur le plan financier, la confusion dans les esprits à propos du concept de liberté. »
Jimmy Wales, président d'honneur de la Wikimedia Foundation, qui héberge les projets Wikipedia, s'est félicité du lancement de Knol, affirmant notamment que « plus il y a de contenu libre, mieux le monde se porte. »
Noël Blandin, éditeur-directeur de publication de La République des Lettres, déclare : « On peut prédire sans grand risque un futur exode massif des meilleurs auteurs de Wikipédia vers Knol ». Eoin O'Carroll, journaliste au Christian Science Monitor, indique que la pollinisation croisée entre Wikipédia (où les articles sont publiés sous GFDL) et Knol sera possible grâce à la publication des Knols sous licence Creative Commons.
Pour Henry Blodget, analyste, « Google continue d'utiliser une approche similaire à celle de Microsoft : prendre à quelqu'un une bonne idée, faire encore mieux, et lancer le rouleau compresseur de la concurrence. Dernière trouvaille : un mécanisme collaboratif pour tuer Wikipédia et About.com, Knol. »
Knol comptait plus de 100 000 articles en janvier 2009.

### Lancement du site
Le projet a été officiellement ouvert au public le 23 juillet 2008.
- La fonction d'authentification des auteurs n'est disponible à ce stade que pour les auteurs des États-Unis[20], la vérification d'identité peut se faire par téléphone ou par numéro de carte bancaire.
- La présentation graphique nécessite une définition d'écran supérieure à 800 px × 600 px (le menu de droite est tronqué dans le cas contraire).
- La version en français est lancée le 30 octobre 2008[21].

### Année 1 sur Knol en français
La communauté francophone des Knolacteurs publie un bilan détaillé d'une année de pratique de la nouvelle plateforme, observe son évolution et ausculte son futur, et propose sa devise pour Knol francophone :
« Gutenberg a permis aux hommes de lire et Knol leur a permis d’écrire ! »
100 000 knols sont dénombrés début 2009. Certains knolacteurs réfutent l'idée selon laquelle les plateformes Knol et Wikipédia sont concurrentes, et commencent à imaginer les complémentarités entre les deux outils collaboratifs de synthèse des savoirs.

### Fermeture de Knol
À la fin de l’année 2011, la société Google annonce la fermeture de Knol pour l’année 2012. Le 6 mars, la direction de Google diffuse aux titulaires de compte Google un message annonçant que Knol ne sera plus consultable après le 30 avril 2012. Le téléchargement des articles restera possible jusqu'au 1er octobre 2012. Les auteurs ont la possibilité de transférer leurs articles vers une structure créée pour cela, nommée Annotum, créée par Google en coopération avec un des éditeurs de Wordpress.

## Plateforme
La plateforme comprenait de nombreux outils de management de ses knols :
- éditeur de texte, insertion de photos, insertion de références,
- gestion de la modération de ses knols, dépôt de commentaires sur un knol,
- gestion de collections thématiques,
- page personnelle d'auteur permettant de présenter ses références et son expérience.

## Organisation
- Chef de produit pour la France : Cédric Dupont[31].
- Ingénieur logiciel : Michael McNally[32].